# Langøyna (Lindås)
Ne doit pas être confondu avec Langøyna.
Langøyna est une île dans le landskap Sunnhordland du comté de Vestland. Elle appartient administrativement à Lindås.

## Géographie
Rocheuse et couverte d'arbres, elle s'étend sur environ 1,215 km de longueur pour une largeur approximative de 552 m. 